# Дмитрівка (Мелітопольський район)
Дми́трівка (у минулому — Бадай, Югортамголи, Новопокровка) — село в Україні, у Приазовській селищній громаді Мелітопольського району Запорізької області. Населення становить 468 осіб. До 2020 року орган місцевого самоврядування — Дмитрівська сільська рада.

## Географія
Село Дмитрівка розташоване на березі річки Апокни. Вище за течією на відстані 1,5 км розташоване село Федорівка, нижче за течією на відстані 3 км розташоване село Володимирівка. Річка в цьому місці пересихає, має декілька загат.

## Історія
Село засноване у 1861 році під назвою Бадай.
У 1920 році перейменоване в Дмитрівку.
12 червня 2020 року, відповідно до розпорядження Кабінету Міністрів України № 713-р «Про визначення адміністративних центрів та затвердження територій територіальних громад Запорізької області», Дмитрівська сільська рада об'єднана з Приазовською селищною громадою.
17 липня 2020 року, в результаті адміністративно-територіальної реформи та ліквідації Приазовського району, село увійшло до складу Мелітопольського району.

## Об'єкти соціальної сфери
- Середня загальноосвітня школа
- Будинок культури

## Персоналії
- Петров Василь Степанович (нар. 22 червня 1922 — пом. 15 квітня 2003) — генерал-полковник, двічі Герой Радянського Союзу
- Адамян Самвел —

Тенор Дніпровського академічного театру опери та балету, фіналіст 4-го сезону реаліті-шоу «МастерШеф» на телеканалі «СТБ».